# خوليو أوليفر
خوليو أوليفر (بالإسبانية: Julio Oliver Cañadas)‏ هو مجدف إسباني، ولد في 13 ديسمبر 1960.

## وصلات خارجية
- خوليو أوليفر على موقع الاتحاد الدولي للتجديف (الإنجليزية)
- خوليو أوليفر على موقع اللجنة الأولمبية الدولية (الإنجليزية)
- خوليو أوليفر على موقع أوليمبيديا (الإنجليزية)